# NVIDIA
NVIDIA Corporation（エヌビディア・コーポレーション）はアメリカ合衆国に本社を置く、主にGPU（ビデオカード）およびAI（人工知能）関連の半導体を開発・研究・販売する企業である。
グローバル本部とGPUの開発拠点は米国カリフォルニア州のサンタクララに所在し、アジア本部とAIの開発拠点は台湾の台北市と高雄市に設置されている。また、日本法人（エヌビディア合同会社）は東京都港区赤坂に所在する。
現時点では、AIデータセンター関連の半導体の需要拡大を受けて、急速に企業価値を高めている。主要な競合企業にはAMD、インテル、クアルコムのほか、CerebrasやGraphcoreといったAIアクセラレータ開発企業がある。
なお、公式ロゴは「nVIDIA」のように見えるが、正式表記は全て大文字の「NVIDIA」である。

## 概要

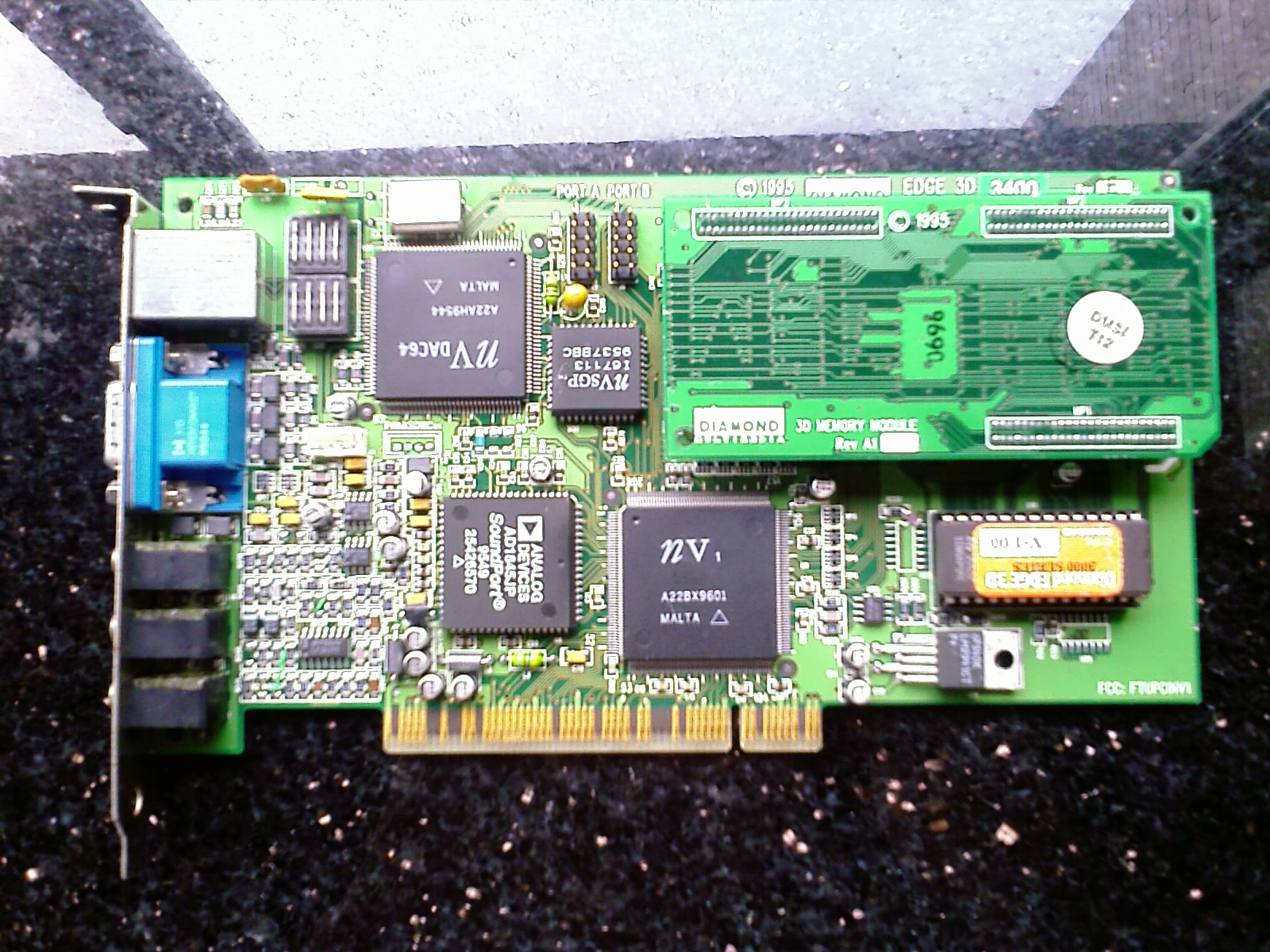
NV1 搭載ボード（創業直後に開発された初期製品）

1993年に台湾系アメリカ人のジェンスン・フアン（現・社長兼CEO）と、アメリカ白人のクリス・マラチョウスキー、カーティス・プリエムによって設立された。
2023年第2四半期には「ディスクリート型デスクトップGPU」において世界シェアの80.2%を占め、世界一となっており、米国で7番目に時価総額が1兆ドルを超えた企業となった 。2024年6月には一時的にマイクロソフトを抜いて時価総額世界一となり、3.3兆ドルを超え、2024年8月時点では3位となった。加えて、2025年7月時点で時価総額が4兆ドルに達し、この水準に達した最初の株式上場企業となった。
主にGPU、データサイエンスおよび高性能計算向けのアプリケーション・プログラミング・インターフェース（API）、ならびにモバイルコンピューティングおよび自動車市場向けのシステム・オン・チップ（SoC）を設計・供給している。人工知能関連のハードウェアおよびソフトウェアにおいても世界主要な供給企業である。また、NVIDIAは設計したハードウェアの製造を外部に委託している。
個人・ゲーム向けGPUの分野では、ノートパソコンやデスクトップパソコンを問わず、いずれもAPIとCUDA（ソフトウェア・プラットフォーム）の技術を活かしており、GPUが大規模並列処理プログラムを活用することが出来る。また、音声・映像処理に特化し、AIを活用したプラットフォーム「NVIDIA Maxine」も開発している。
企業用・業務用のGPUの分野では、エッジコンピューティングやクラウドコンピューティングに用いられ、世界各地のスーパーコンピュータ施設で導入されている。スーパーコンピュータやワークステーションにおいて、建築やエンジニアリング、メディア、エンターテインメント、自動車、科学研究、製造設計などで利用されている。
一方、2000年代には、スマートフォンやタブレット向けにTegraモバイルプロセッサを開発し、モバイルコンピューティング市場にも参入した。2010年代前半にはゲーム機業界へも進出していて、携帯型ゲーム機「Shield Portable」やタブレット型ゲーム機「Shield Tablet」、デジタルメディアプレーヤー「Shield TV」などを投入したが、大きな失敗に遭った。2010年代後半には注力分野を変更し、ゲーム機の開発から、自社のビデオカードを通じて画質を向上させるサービス、つまりクラウドゲームサービス「GeForce Now」へと転換した。現在ではPCゲーム市場における主要なプラットフォームの1つとなっている。

## 歴史

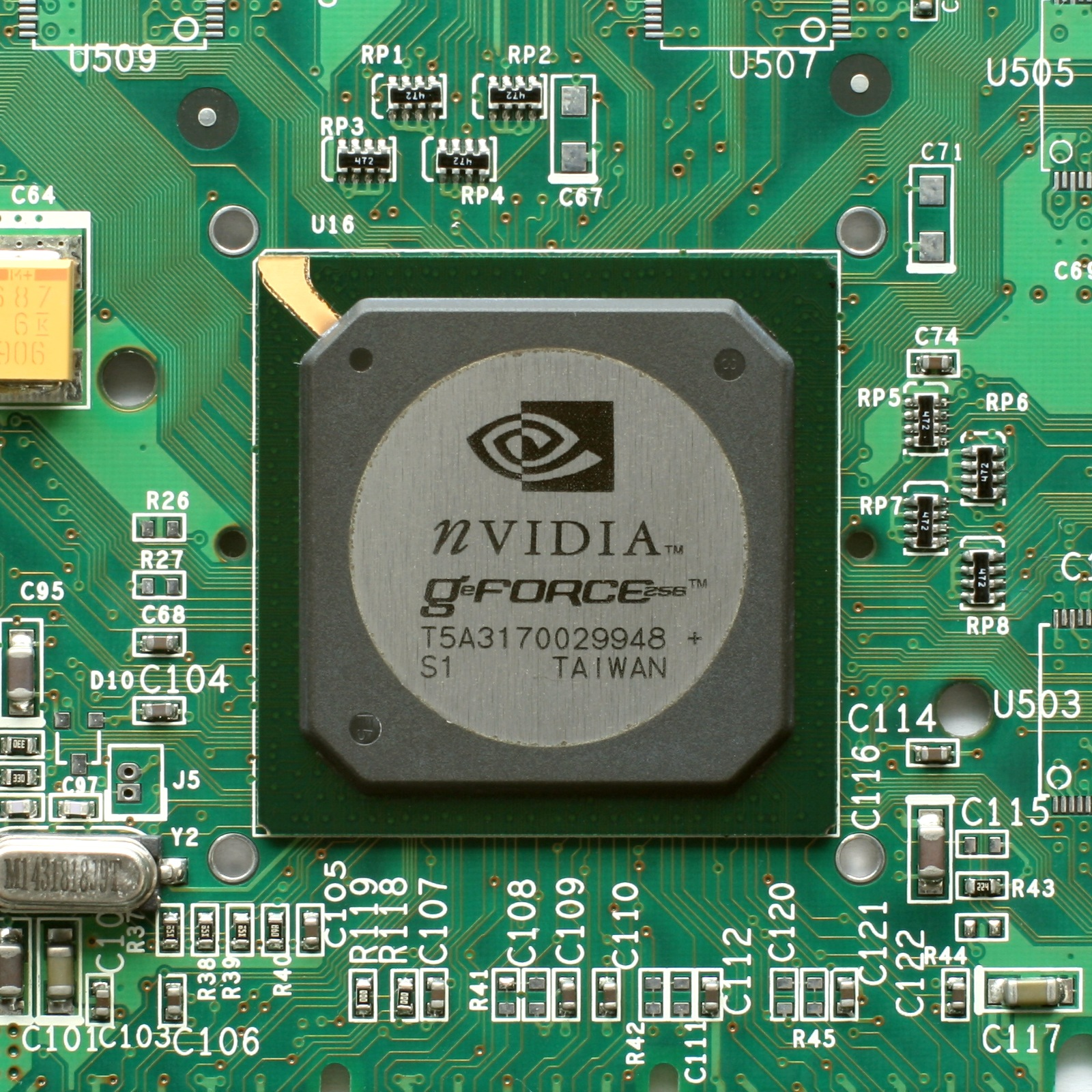
NVIDIA初のジオメトリエンジン搭載GPU

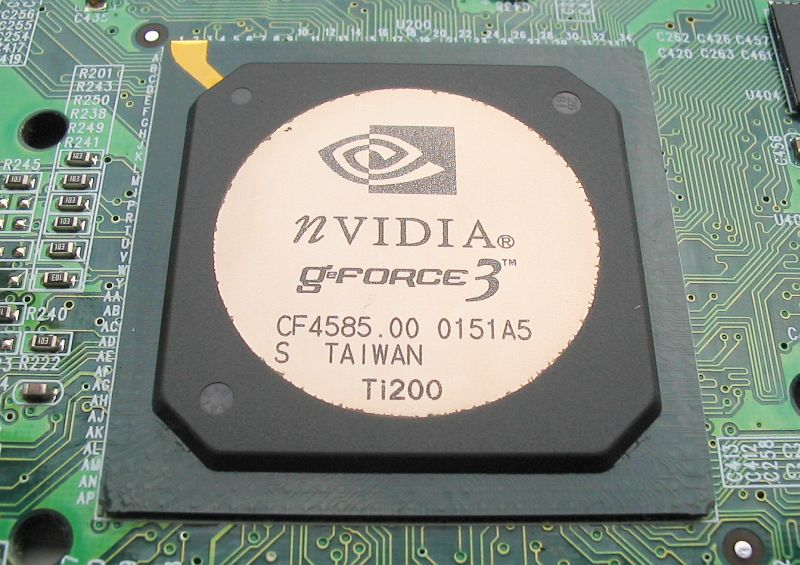
NV20 GPU

LSIロジックを退社した台湾系アメリカ人ジェンスン・フアン（社長兼CEO）が、1993年にクリス・マラコウスキー（Chris Malachowsky: 副社長）らと共にNVIDIAを設立した。社名はラテン語の「invidia」が由来で未来を見る・無限を見るという意味が込められており、目を象ったロゴマークが使われている。
1995年に開発された最初のグラフィックスチップ製品である「NV1」は、ダイアモンド・マルチメディア（Diamond Multimedia）社より3Dグラフィックスボード「EDGE 3D」に搭載された。この製品は三角形ポリゴンではなく曲面描画エンジンを採用した意欲的製品で、Windowsのリアルタイム3次元コンピュータグラフィックス（3DCG）描画機能（API）であるDirect3Dがまだ確立していない時期であったため、同APIには対応していなかった。結果、製品デモとしてバンドルしていた専用バージョンのゲームソフト、セガの『バーチャファイター』など一部のソフトでしか利用可能ではなかったため、限定的な売上げに留まっており、後継製品も出なかった。後にDirect3Dにも対応したが、Direct3Dが規定する三角形ポリゴンの描画を曲面描画エンジンで行う必要があるためパフォーマンスが出ない有様であった。なおセガとは、一時ドリームキャスト用GPU（NV2）の共同開発を行うなど密接な関係となるが開発が難航し、契約も途中で打ち切られている（ドリームキャスト#GPUも参照）。
1997年、SGIに所属していた技術者が続々と参加し、低価格でありながら非常にパワフルなグラフィックスチップ「RIVA 128」を発表し、業界大手の仲間入りを果たす。更に後継製品である「RIVA TNT」が1998年に発売され、一躍PCグラフィックスチップ界の技術的筆頭メーカーとなった。
1999年、PC用の廉価なグラフィックスチップとしては世界で初めてハードウェアジオメトリエンジン（ハードウェアT&L）を搭載した「GeForce 256」を発売、ソフトウェアでジオメトリ計算を行う3dfx社のVoodoo3+Glideのパフォーマンスを超え、その地位を不動のものとした。なお、この製品から、NVIDIAによって提唱された「Graphics Processing Unit (GPU)」という名称が使われるようになった。GeForce以前にも業務用ワークステーションなどで用いられる高価なジオメトリエンジン搭載チップや、3DlabsのPermediaシリーズなどのOpenGLに特化したジオメトリエンジン搭載VGAカードは存在したが、業務用として発売されているGPU搭載ボード（またはグラフィックスワークステーション）は個人で購入するには高価であり、比較的安価だったPermediaは満足できる性能には至っていなかった。NVIDIAは以前から取引のある多数のアセンブリメーカーにチップを提供、多数の消費者に対して売り出し、1990年代までのグラフィックワークステーションレベルの3DCGをパーソナルコンピュータで実現可能としたことにより、市場に衝撃を与えると同時に好感をもって受け入れられた。
以降に登場するGPUは、ジオメトリエンジン搭載が標準となり、搭載していないものは、HDTV等の機能に特化、あるいは数世代遅れの性能を持つローエンド向け製品として区別されることとなる。しかし、GPUをチップセットが内蔵するようになったことでローエンド製品の存在意義が消失、多大な開発費を要する高性能GPUのみが存続できるという市場状況となった。これによりNVIDIAと肩を並べるATIなど一部を除き、ほとんどのメーカーが合併や事業縮小撤退などにより、次々と淘汰されていった。
CPUメーカー第2位のAMDは、チップセットへのGPU統合化、将来的にはCPUとの統合を模索しており、GPU技術を持たないAMDは、GPUメーカー第2位のATIの買収を行なった。これによりATIを擁するAMDプラットフォームからNVIDIAは徐々に締め出され、NVIDIAはIntelプラットフォームへ傾倒していくようになった。しかしPC用CPUメーカー第1位のIntelも自前のGPUを持っており、新型の高性能GPUとしてLarrabeeの開発を行なっていた。Larrabee自体は開発中止となったものの、Intelは自前のGPU（HD Graphicsシリーズ）をCPUに内蔵するようになったため、Intel向けGPU内蔵チップセットを開発する意味を失ってしまった。第3位のVIAも買収したS3を持っており、PC向けオンボードGPU市場が事実上消滅してしまう可能性も取り沙汰された。2010年、NVIDIAはついにチップセット事業からの撤退を発表することになった。
このことから抜本的な経営方針の見直しを迫られた同社は、ARM系CPUを自社製GPUに統合したTegraシリーズ、同じくデータセンターやサーバー用として2008年頃から注目されていたTeslaシリーズ、そしてゲーム用GPUのGeForceシリーズの3つに注力し、一定の成功を収める。
その後も少しずつ業績を伸ばし、2016年頃に起こったディープラーニングブームの波に乗って一気に成長。これは、CPUを遥かにしのぐGPUの超マルチコアプロセッサアーキテクチャによる並列計算能力が、機械学習やディープラーニングでよく使われるテンソル計算に適していたことと、またCUDAと呼ばれるNVIDIA製GPU専用のGPGPUプログラミング環境およびライブラリが、OpenCLやDirectComputeなどの他のAPIと比べて充実しており、ハイパフォーマンスコンピューティング（HPC）分野で広く普及していたことが大きな理由である。
以上のことから2019年現在、NVIDIAは人工知能、特に自動運転の分野では圧倒的な地位を占めるようになっている。世界中で過熱する開発競争の中で超並列計算機に設備投資が集中し、GPUの需要が高まりすぎたため、1人あたりの購入枚数に制限が掛けられるまでに至っている。
2024年6月には、マイクロソフトを抜き時価総額世界首位となった。

### 略歴

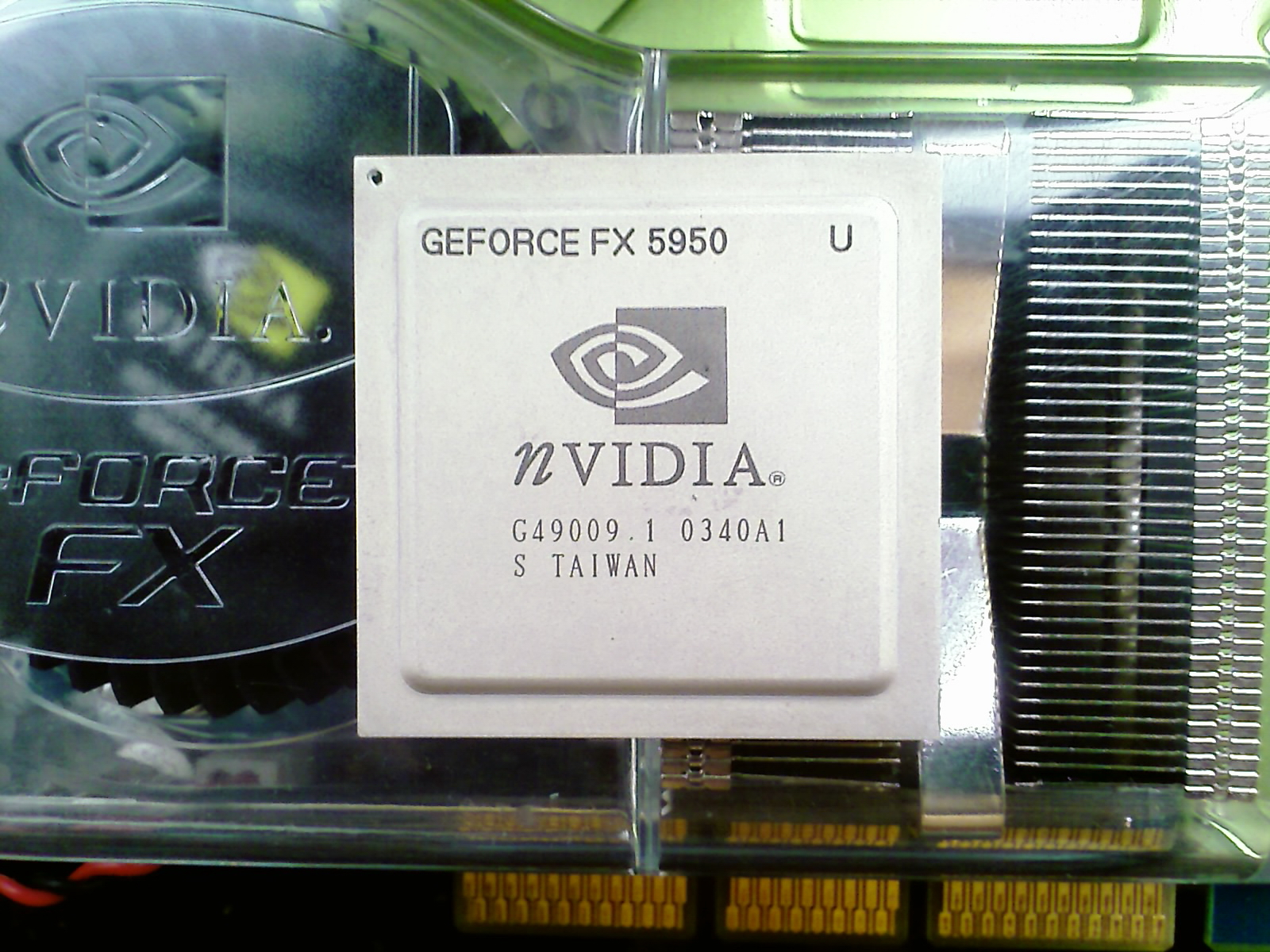
NV38 GPU

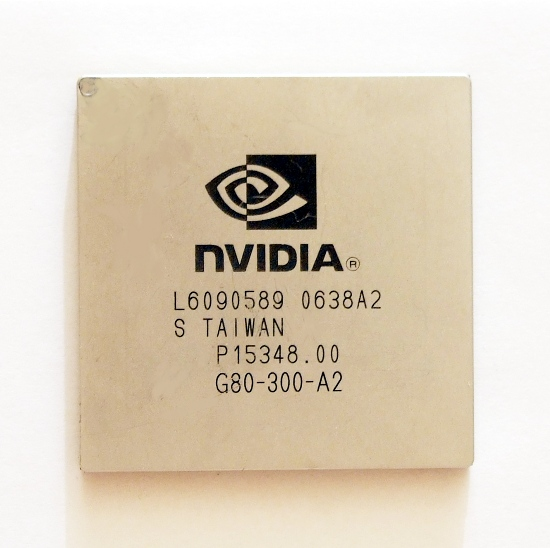
G80 GPU

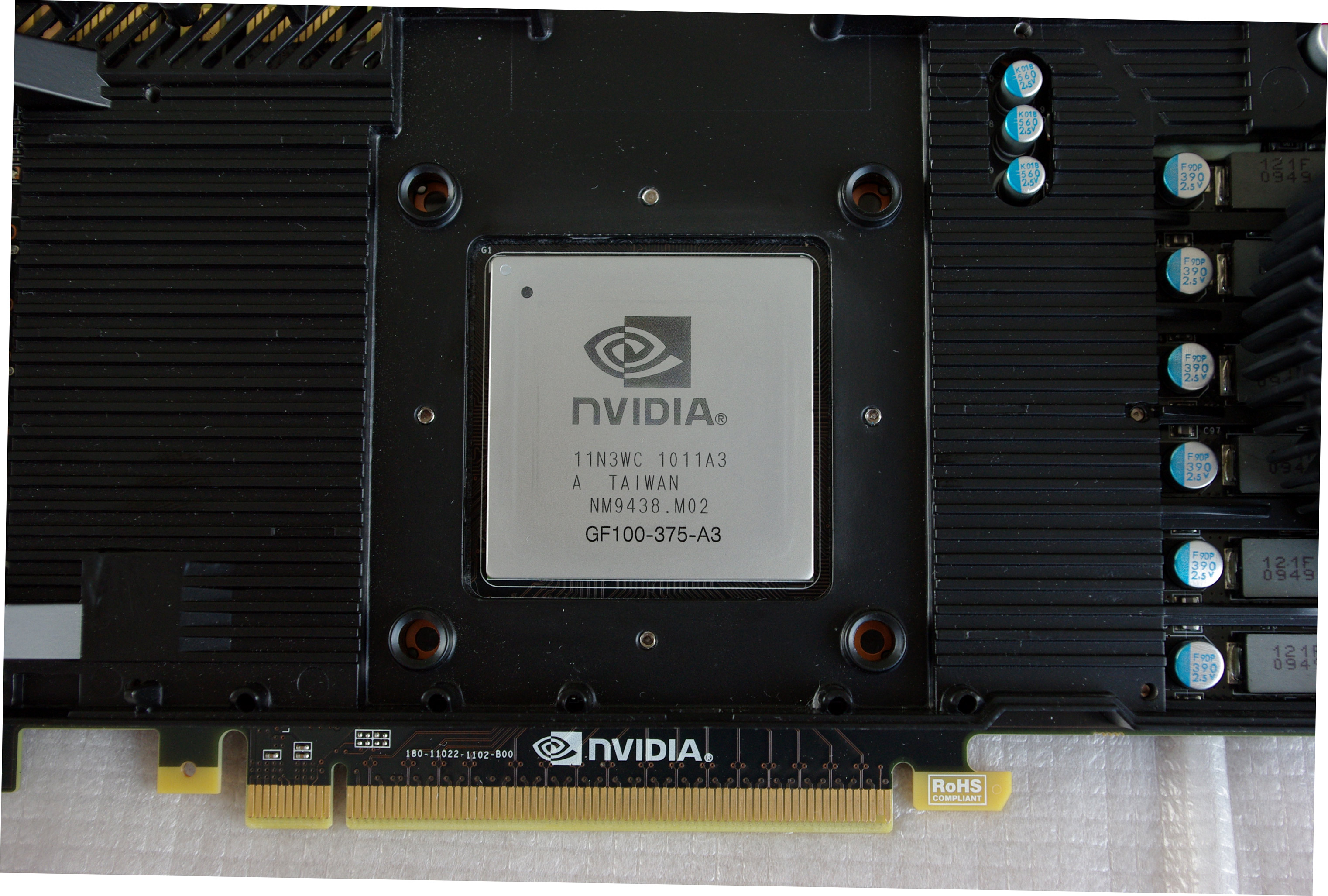
GF100 GPU

- 1997年 本社をカリフォルニア州サンタクララに移転した。
- 2000年12月 当時ライバルであった3dfx社を買収している[38]。
- 2001年 北米でのクリスマス商戦では、マイクロソフトと共同開発したXboxが発売。日本でも翌年2月に発売された[39]。
- 2004年12月7日 ソニー・コンピュータエンタテインメント (SCEI) と共同でPlayStation 3のGPU (RSX) を共同開発することを正式発表した[38]。
- 2006年11月 GPGPUソフトウェア開発基盤「CUDA」を発表[38]。
- 2008年 Tegraプロセッサを発表。従来の携帯機器向けプロセッサと比較して強力なグラフィックス性能を有しており、スマートフォンなどで1080p FHDの映像再生を可能にする[40]。翌年（2009年）にはAndroidと提携[38]。
- 2013年1月7日 自社で携帯型ゲーム機を開発する「Project SHIELD」を発表。同ゲーム機はAndroidとTegra 4を搭載して同年7月末に「SHIELD」という正式名称で北米にて発売された。
- 2014年 組み込みシステム向けソリューション「Jetson」を発表[41]。
- 2016年 ディープラーニング用スーパーコンピュータ「DGX-1」を発表[38][42]。
- 2017年3月3日 任天堂から発売されたゲーム機「Nintendo Switch」を共同開発した[43]。
- 2019年3月18日 開催されたGTCにて、トヨタ自動車子会社、「TRI-AD」が自動運転分野における同社との提携を発表[44]。
- 2020年 英国のコンピューティング・アーキテクチャ開発企業であるArmを、3分の1を現金、3分の2の額を自社株交換によりソフトバンク・グループから買収合意。Armは2016年来ソフトバンク・グループ傘下にあった[45]。
- 2022年2月 Armの買収についてソフトバンクから断念が発表された[46]。
- 2022年10月3日 ロシア事業の全面停止を発表[47]。
- 2023年12月 ジェンスン・フアンは岸田文雄、西村康稔と面会。ソフトバンクやNEC、NTTなどと協力し人工知能を開発する「AIファクトリー」のネットワークを構築する考えを示した[48]。
- 2024年2月14日 Chat with RTXが公開[49][50][51][52]。

## 日本との関係
・ 1995年、日本のゲーム機メーカーセガ向けに最初のチップを開発したが、独自仕様を採用したため失敗に終わり、従業員の多くをレイオフせざるを得ない事態に陥った。しかし、当時セガの副社長だった入交昭一郎氏の支援により6カ月の猶予期間を得て再起を図ることができた。
・2004年12月7日、ソニー・コンピュータエンタテインメント (SCEI) と共同でPlayStation 3のGPU (RSX) を共同開発することを正式発表した。
・2017年2月17日、 東京工業大学 (東京科学大学) はNVIDIA のアクセラレーテッド コンピューティング プラットフォームを利用して日本最速の AI スーパーコンピューター「TSUBAME3.0」を開発する計画を発表した。 システムの開発を進めたのはスーパーコンピュータ「富岳」の総責任者でもある東工大の松岡聡教授である。
・2017年3月3日に共同研究したゲーム機「Nintendo Switch」が任天堂から発売。
・2022年5月、滋賀大学が国内大学で初めてNVIDIAと協定を締結。
・2022年9月、滋賀大学との連携により「DLI データサイエンス教育キット」の日本語版の無償提供を開始。
・2023年4月から日本でも「NVIDIA 学生アンバサダープログラム」が始動。
・2023年12月5日、 ジェンスン・ファンCEOが西村経産相との会談で日本に人工知能（AI）関連の研究開発拠点を設ける考えを明らかにした。
・NVIDIAは、日本独自のAI(ソブリンAI)開発の強化を目的として、ソフトバンクとAI関連で広範囲に協業すると発表した。 

## グラフィックスチップについて
企画設計と販売を行い、実際の製造はファウンダリー（ファブ）に外部委託するファブレスメーカーである。
2010年9月21日、ドイツ・シンガポールに拠点を置くファンダリーGLOBALFOUNDRIES社との契約が成立したことを発表した。
今後はTSMCと並行しGLOBALFOUNDRIESへも製造委託すると見られる。
半導体の微細化技術に優れるファブと協業することが競争力を保つ要素であり、難易度が高くなる微細化が進むにつれ、複数のファブを利用するようになった。
かつて、IBMのファブを利用していたこともある。
過去には製造委託したファウンダリーにも独自ブランドでの販売権を与えていたが、知名度が高まるにつれ全量を買い上げるようになった。委託製造されたチップを複数のボードベンダーに供給し、ボードベンダーがグラフィクスボードに仕立てて販売を行なう。ボードベンダーはNVIDIAにとっての重要度から、「ティア1」「ティア2」といった階級付けが行われている。
新設計のチップはティア1のベンダーに優先的に供給され、試作と初期製造が行われる。製品発表会などで複数ベンダーの展示がある場合、ティア1ベンダーの製品をNVIDIAがその他のベンダーへ配給し、その他のベンダーはヒートシンクに自社デザインのステッカーを貼るなどして展示を行なっている。ティア1での製造が安定すると、ティア2ベンダーへの販売用のチップの供給が開始される。
過去にはカノープスなどが独自設計のボードを製作していたが、現在はNVIDIAによる標準(リファレンス)デザインのボードを用いることがチップ供給の条件となっている。これは、過去にRIVA TNT2や同TNT2M64といったチップを多数のベンダーに提供したことで、各社が同じチップを搭載したボードで激しい価格競争を行なった結果、製造原価を抑えた粗悪なボードデザインや部品を使用した製品が出回った教訓から、一定品質を確保し消費者に提供するために取った方法である。その結果、開発者サポート制度の充実により、開発時のリファレンスとして用いられることが多く、ユーザーの人気を高めた。標準デザインにはネットリスト(配線リスト)、アートワーク(配線パターン)が含まれるため、各社のボードはほぼ同じものとなりがちである。
PC用のビデオチップでジオメトリエンジンの採用製品化を行い、ブランドとして「GeForce」を新設した。これによりCPUを補助するチップではなく、CPUと並ぶ主要なチップGPU (Graphics Processing Unit) であると主張した。それまでも他社よりも頭一つ抜けていたが、これにより明確に筆頭メーカーとなり、GPUは事実上グラフィックチップの呼称となっていった。

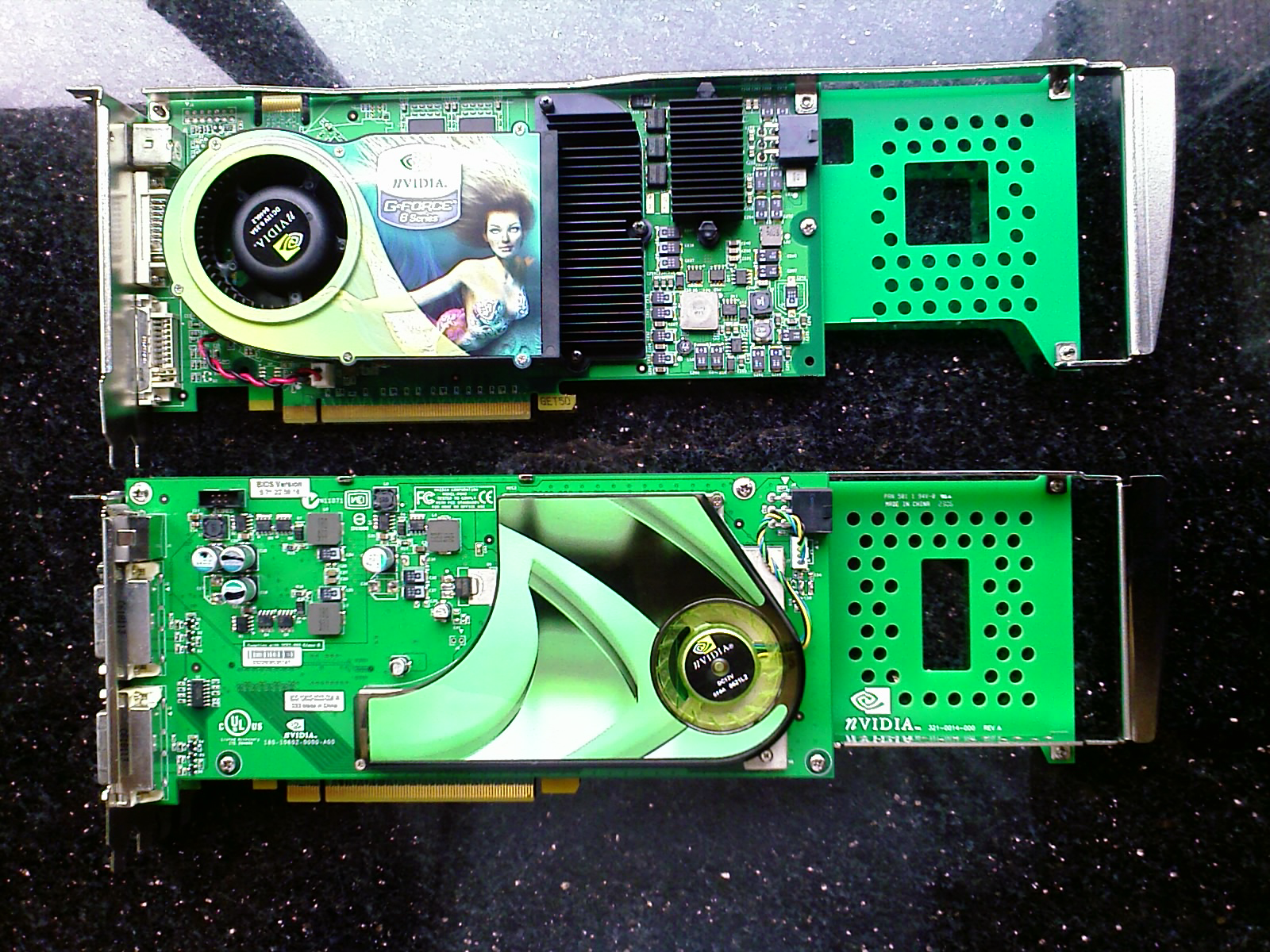
GeForce 6800 Ultra & GeForce 7950 GX2

単独のGPUでの性能の限界から、2つのGPUボードを並列で利用することで性能向上を求める「SLI」の開発を行なう。後からSLI対応のGPUボードを追加することで、アップグレードパスとした。また、SLIの変形として単一のボード上に2個のGPUを実装する形態も発表している。更に4枚のGPUボードで2560×1600ドットの高解像度でのグラフィック表現をする「QuadSLI」に注力、その代表としてGeForce 7950 GX2（単体販売）、GeForce 7900 GTX Duo（2006年9月現在、販売実績は無い）が挙げられる。GeForce 7950 GX2はボード上に2個のGPUが実装されていることから、QuadSLIを行なうには2枚のボードで済む。ただし、SLI機能を持つボードにはSLI動作に必要な「SLIコネクター」を同梱しない製品も存在する（「SLI Ready」マークが目印）。QuadSLIに対応するドライバー（ユーティリティー「ForceWare」最新版）が公表されて、自作PCでの実現が可能となった。
ライバルとなったATI Technologies（2006年にAMDが買収）に対し長年リードを築いていたが、同社がコンシューマ向けにRadeon、プロ向けにFireProブランドを創設すると同時に方針転換を行い、強力な製品を開発するようになった。それによりNVIDIAと以前以上に熾烈な性能争いを繰り広げ、2012年現在では使用状況次第で得意不得意が現われる事となり、一概にどちらが優れていると評価できないほど実力は拮抗するようになった。2021年現在ではCPU側の開発にも力を入れているAMDと比較した場合、GPU専業の分トップ性能では上回る製品がある。

## チップセット「nForce」について

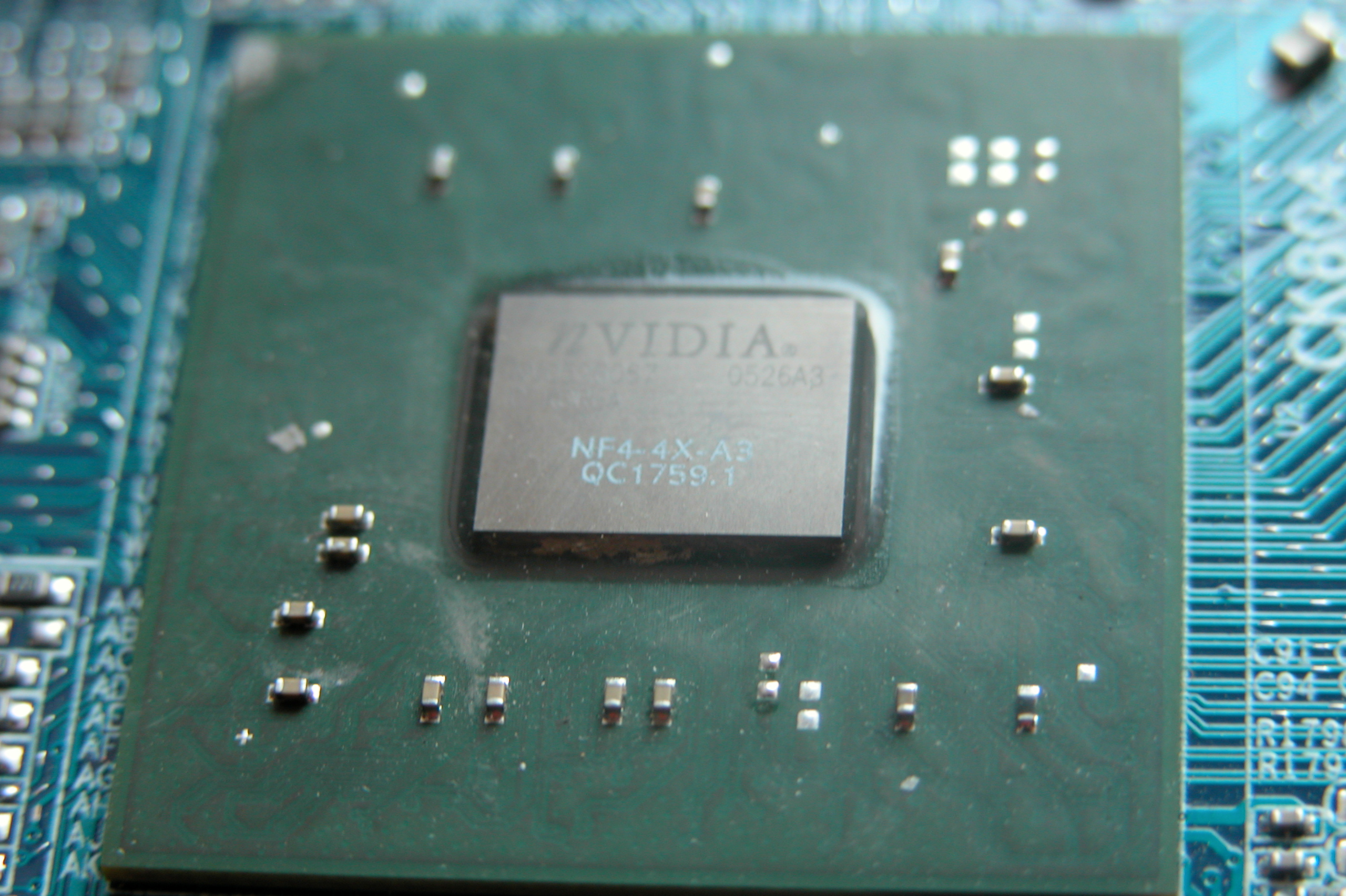
NVIDIA nForce4

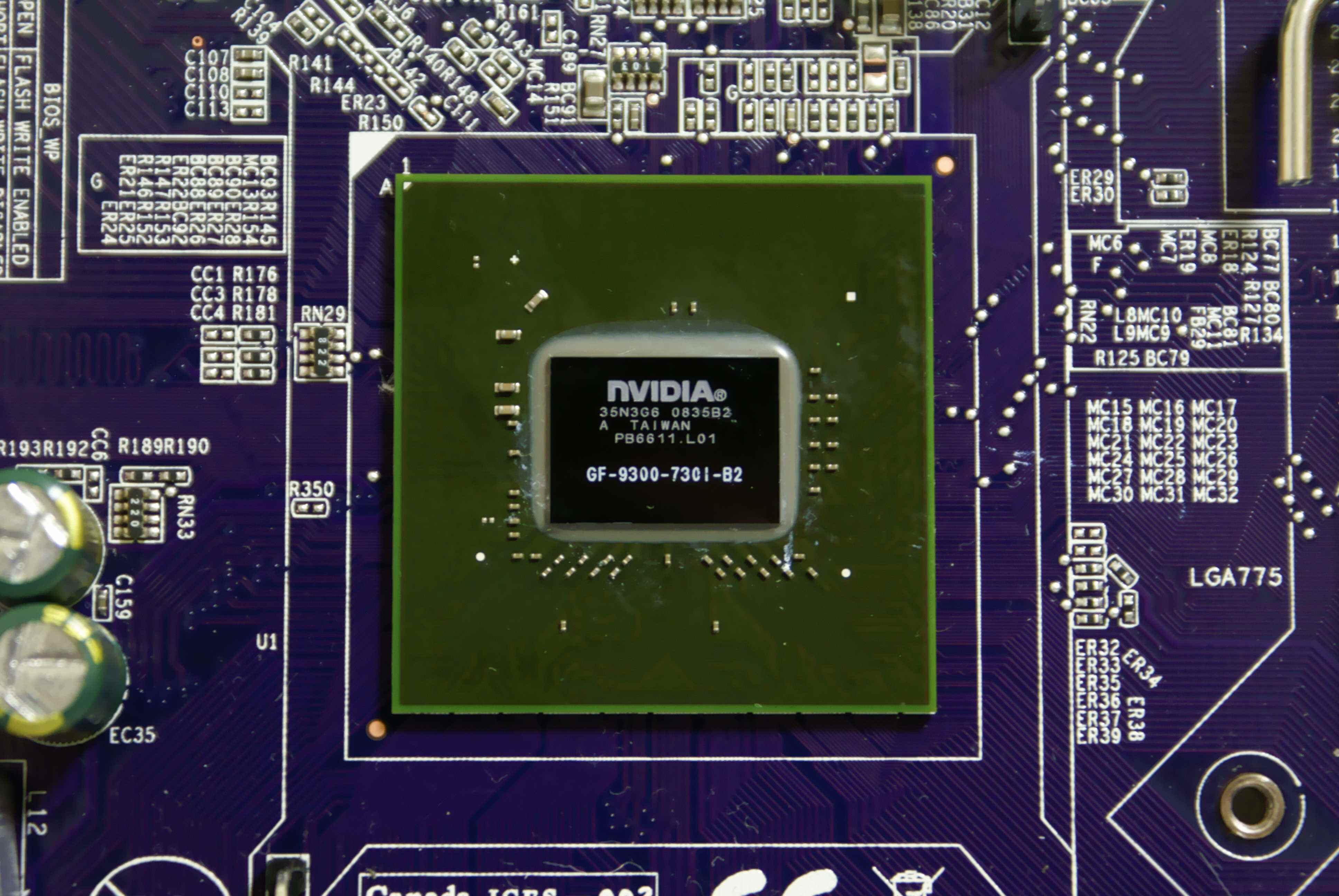
NVIDIA nForce 730i

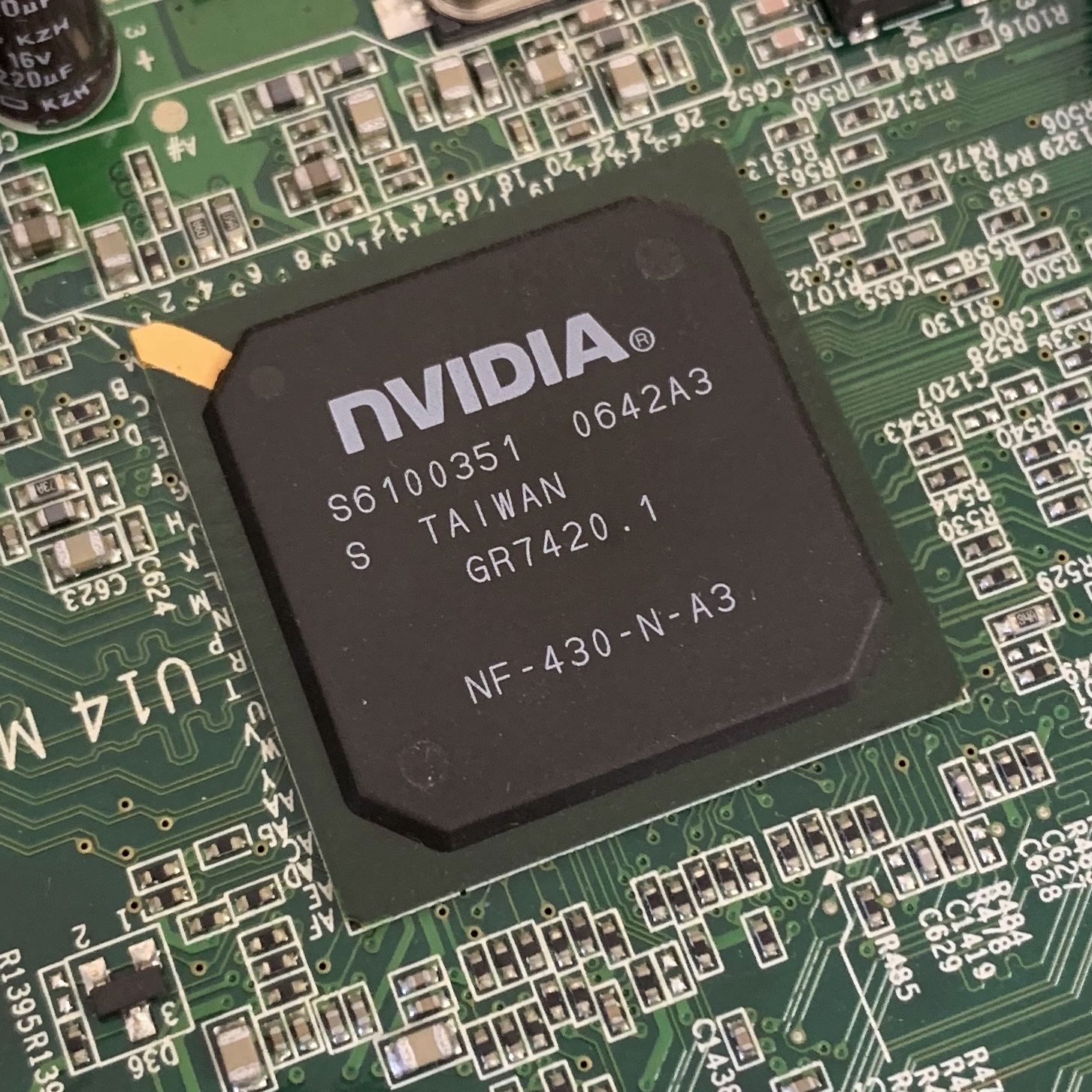
NVIDIA NF-430-N-A3

nForce (エヌフォース) シリーズは、AMDプラットフォームで、かつてはトップシェアを誇っていたチップセットである。VIAやATIと熾烈な開発競争を繰り広げていた。欠点としてチップが高発熱であることと、サウスブリッジにやや問題を抱えていたとされたことである。なお、日本では「エヌフォース」と発音されるが、英語ではenforce（エンフォース）と同じ発音である。
2006年にATIがAMDに買収されたことで、チップセット分野では従来通りAMDと綿密に提携しているものの、グラフィックスチップ分野ではAMD（旧ATI）と競業するという複雑な様相を呈している。
このように、商品によってはAMDと競業するも、互いに大きな利益関係を持っておりNVIDIAがAMD向けチップセット開発を打ち切るという事態には陥っていなかった。
ただし業務提携後に開発されたAMD社製のチップセット(特にAMD 780G以降)がローエンド～ハイエンドまで広くカバーするラインナップを揃え各マザーボードメーカーが新製品を続々と発表・発売するのに対し、nForceはハイエンドチップは旧世代製品のリネームしか存在せず、期待されたグラフィック統合チップセットもAMD社製の物に比べれば性能が劣り、マザーボードもそれほど製品の数がでていなかった。ただしIntelプラットフォーム用の同製品は、Intel Gシリーズなどの統合チップセットよりは高いパフォーマンスを持っていた。
2010年初めにチップセット部門とSoC部門を統合し、既存チップセットの出荷継続を除き、事実上、チップセット事業から撤退した。
- 2001年 AMDのAthlon向けのチップセット「nForce」を投入し、12月ごろから流通が始まった。
- 2002年 「nForce2」を投入、PC向けのドルビーサラウンドに対応した初めてのサウスブリッジ。
- 2003年 AMDのAthlon64およびOpteron向けのワンチップの「nForce3」を投入した。
- 2004年 かつてのVoodooシリーズを彷彿とさせるSLI対応のチップセット「nForce4 SLI」を投入。
- 2005年 インテル向けのチップセットの投入。チップセットメーカーのULiを買収すると発表。
- 2006年 2月21日ULiの買収を完了したと発表。[59]
- 2006年 2月22日ATI社と合同研究会を開催。
- 2006年 6月頃、AMDの新ソケット「SocketAM2」のCPUの発売に合わせ、「nForce 550」「同570 Ultra」「同570 SLI」「同590 SLI」を投入。
- 2006年 11月、「GeForce 8800シリーズ」と同時に、「nForce 680i SLI」「同680a SLI」（ただし12月初旬発表の「Quad-FXプラットフォーム」では680aノースブリッジを二つ搭載。）「同650i SLI/Ultra」「同650a SLI/Ultra」を発表、投入。（注、この系統の「i」「a」はそれぞれ「インテル」「AMD」を表す）
- 2007年 12月17日(米国現地時間)nForce700iシリーズを発表、780iにおいては3枚のGeForce 8800 Ultra/GTXを用いた3-way SLIをPCI Express 2.0 x16でサポートしている。チップセットはSPP,MCP,nForce200の3枚構成となっている。
- 2008年 1月、AMD向けチップセットとして「nForce700aシリーズ」、及び「GeForce 8200」「GeForce 8300」を発表。チップセットには同社で初となるHybrid SLIを搭載することを正式発表。同年3月に各社から正式発売された。

2006年初頭に台湾の老舗チップセットメーカーULiの買収を行った。それによりULiはNVIDIAのアジア方面の営業担当として機能している。ULiはチップセットとしてのみならず、チップセットの構成要素であるサウスブリッジ単体でも他のメーカーに供与するという実績を持っている。NVIDIAは旧ULiの製品の需要家向けに、ULiブランドの継続とその製品の供給を、買収後も続けている（2007年11月、ASRockよりM1695+nForce3 250のマザーボードが発表されている）。そのULiのサウスブリッジが多く利用される一つにATIのチップセットがある。ATIのサウスブリッジは評価が良くないことからULiのサウスブリッジが代用されることが多い。ATIはGPUならびにチップセット市場でNVIDIAと競合している企業である。上記で述べたようにNVIDIA自身もサウスブリッジに問題を抱えていたとされ、ULiの技術を欲していたとも考えられた。
なお、NVIDIAは過去にULiの前身であるALiと共同でALADDiN-TNT2 (RIVA TNT2-M64相当) というグラフィック統合チップセットを開発したことがある。

## AGEIAの買収
NVIDIAは2008年2月に物理シミュレーションエンジンPhysXおよびPC向け物理シミュレーションチップ (PPU) を開発・製造しているAGEIAを買収した。GeForce 8シリーズ以降を搭載した全てのビデオカードで、無料のソフトウェアのバージョンアップによりGPUをPPUとして利用することが可能になることが発表され、また3way SLI時に2枚のビデオカードを描画に、1枚を物理演算専用に割り当てる等の設定も可能になるという。

## Tesla
NVIDIAはレンダリング・ファームとも呼ばれる、サーバ向けラックマウント製品「Quadro Plex」などをリリースしていたが、2007年6月20日、ハイパフォーマンスコンピューティング（High-Performance Computing: HPC）向けの新たな汎用GPUコンピューティング (GPGPU) 製品を提供することを発表した。ハードウェアとしてはQuadroシリーズをベースとしたラックマウント型「S870」、PCI Expressで端末PCに外付け接続するボックス型「D870」、そしてPCI Expressに直接接続するカード型「C870」とあるが、いずれもグラフィックス出力を持たないことが非常に大きな特徴と言える。TeslaはGeForceおよびQuadroとともに進化を続け、G80, GT200, Fermi, Kepler, Maxwell, Pascal, VoltaアーキテクチャのTeslaがリリースされている。
TeslaはGPGPUプログラムの開発・実行環境として主にCUDAを使用する。SDKであるCUDA Toolkitは無償で入手可能である。
日本の代理店はエルザ ジャパンが担当する 。日本SGIを始めとする、多数の販売パートナーが存在する 。

## 主な製品等
- GPU
  - RIVA - 黎明期の製品
  - GeForce - 個人・一般企業向け

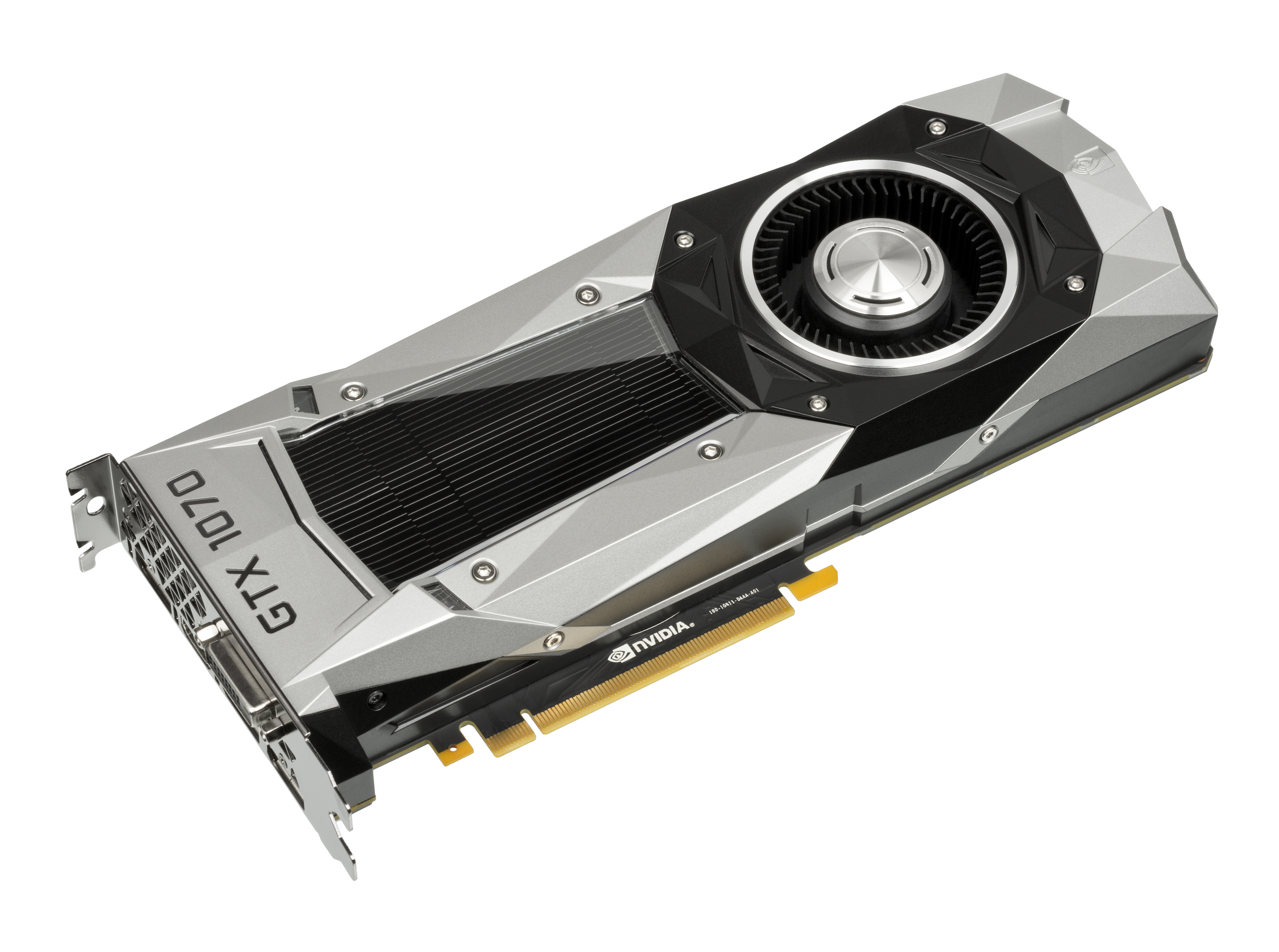
GeForce GTX 1070

  - NVIDIA RTX - ミッションクリティカル業務向け
  - Tesla - サーバー向け。
- チップセット - x86向け。インテルとAMDの両プラットフォームで家庭用からサーバ用までラインナップする。事業撤退。
  - nForce
- Cg - GPU上で動作するプログラマブルシェーダーを記述するためのシェーディング言語。開発終了。
- ION
- Tegra - モバイル機器向けSoC。{
- NVIDIA GeForce GRID
- SHIELD - 携帯型ゲーム機

## 労働環境
2024年、ブルームバーグはエヌビディア元社員らのインタビューを公開。元社員らは高額の報酬の下で、1週間毎日午前1-2時まで働くといった労働環境を説明した。